# Austrothaumalea maxwelli
Austrothaumalea maxwelli är en tvåvingeart som beskrevs av Mclellan 1988. Austrothaumalea maxwelli ingår i släktet Austrothaumalea och familjen mätarmyggor. Inga underarter finns listade.